# Gustav Greiß
Karl Gustav Greiß (* 2. Juni 1825 in Frankfurt am Main; † 15. August 1896 ebenda) war ein deutscher Architekturzeichner und Architekt.
Gustav Greiß besuchte zunächst die Sonntags- und Gewerbeschule der Polytechnischen Gesellschaft in Frankfurt. 1839 bis 1845 studierte er Architektur- und Ornamentzeichnen am Städelschen Institut bei Friedrich Maximilian Hessemer, ferner absolvierte er von 1840 bis 1845 eine Steinmetzlehre bei Gottlieb Rust. 1845/46 war er unter Ernst Friedrich Zwirner an der Kölner Dombauhütte tätig, danach in Neuss, Odenthal und Düsseldorf. 1846 bis 1850 führte er für preußische Behörden Architekturaufnahmen in Werden, Obermarsberg und Essen durch, für August Stüler fertigte er eine zeichnerische Bauaufnahme des Schlosses Horst an. 1850 erhielt er eine Anstellung bei Stüler in Berlin. 1851 bis 1852 war er Mitarbeiter bei den Zeichnungen für die Publikation Alt-christliche Baudenkmale von Constantinopel von Wilhelm Salzenberg und 1854 bis 1856 fertigte er Illustrationen für die Geschichte der bildenden Künste von Carl Schnaase. In den Jahren 1857/58 war er als Lehrer an der Baugewerkschule in Holzminden tätig.
1866 bis 1869 absolvierte er eine Weiterbildung an der Bauakademie in Berlin und kehrte dann nach Frankfurt zurück. Als Bauführer arbeiteten er 1869 bis 1871 mit Adolph Passavant unter dem Dombaumeister Franz Josef Denzinger am Wiederaufbau des Frankfurter Doms. Er war an verschiedenen Restaurierungsprojekten beteiligt, u. a. der Marienkirche in Gelnhausen. Von 1880 bis 1896 wirkte er als Lehrer an der Kunstgewerbeschule in Frankfurt. Für den Bauunternehmer Eduard Anthes fertigte er Entwürfe zu Wohnhäusern in Frankfurt.
Seine Söhne Eugen (1856–1925) und Otto (1876–1945) wurden ebenfalls Architekten.